# Arborophila campbelli
Az Arborophila campbelli a madarak osztályának tyúkalakúak (Galliformes) rendjébe és a fácánfélék (Phasianidae) családjába tartozó faj.

## Rendszerezése
A fajt Herbert Christopher Robinson brit ornitológus írta le 1904-ben, az Arboroicola nembe Arboroicola campbelli néven.

## Előfordulása
Délkelet-Ázsiában, a Maláj-félszigeten, Malajzia területén honos. A természetes szubtrópusi vagy trópusi síkvidéki és hegyi esőerdők.

## Megjelenése
Testhossza 28 centiméter.